# Vicente Celestino
Antônio Vicente Filipe Celestino (Rio de Janeiro, 12 de setembro de 1894 — São Paulo, 23 de agosto de 1968) foi um cantor brasileiro famoso na primeira metade do século XX.

## Infância e primeiros empregos
Celestino nasceu na rua do Paraíso nº 11 no bairro de Santa Teresa em 12 de setembro de 1894, embora tenha sido registrado como nascido no dia 22 do mesmo mês e ano. Outra divergência encontra-se na ordem de seus prenomes, pois foi registrado como "Filipe Antônio Vicente", mas durante sua vida assinou "Antônio Vicente Filipe". Primeiro filho de Giuseppe Celestino e Serafina Gammaro, imigrantes italianos originários da Calábria, Celestino teve onze irmãos, dos quais cinco eram mulheres e seis eram homens. Cinco de seus irmãos homens dedicaram-se ao canto e um ao teatro; um exemplo foi seu irmão Amadeu Celestino. Desde os oito anos, por sua origem humilde, Celestino teve de trabalhar como sapateiro, vendedor de peixe, jornaleiro e, já rapaz, chefe de seção numa indústria de calçados.

## Carreira musical
Em 1905, aos 11 anos de idade, Vicente foi a um recital de Baiano e Eduardo das Neves, no qual percebeu que era aquilo que queria fazer no futuro.
Depois de um tempo cantando para quem quisesse ouvi-lo, recebeu convites para se apresentar nos clubes recreativos do Rio de Janeiro. Todo o seu pagamento (cerca de 10 mil-réis por dia) era cedido aos pais para aliviar a complicada situação financeira da família.

### Início profissional e primeiros lançamentos
Em uma de suas apresentações, o coronel Alvarenga Fonseca, então diretor da Companhia do Teatro São José, convidou-o para integrar o coro da entidade. Estreou profissionalmente cantando a valsa "Flor do Mal" na peça Chuá, chuá, faixa que entrou no seu primeiro disco (pela Casa Edison) e fez muito sucesso.
Em 1915, foi contratado pela Companhia de Leopoldo Fróes, trocou a Edson pela Odeon e gravou três modinhas de autores desconhecidos. Em 1919, começou a participar de operatas como "Amor de Bandido" e "Juriti" ao lado de atrizes-cantoras, primeiro com Laís Areda e depois com Carmen Dora. Ajudou também na montagem de óperas como Tosca, Aida e Carmen.

### Gravações elétricas
Em meados dos anos 1920, o sistema elétrico de gravação chegou ao Brasil para substituir o mecânico. Conta-se que Vicente teve dificuldades para se adaptar ao formato, pois sua voz era por demais potente para os equipamentos da época; acabou que ele gravava a 20 metros dos microfones e de costas para eles, mas isso fazia sua voz soar como um "eco", dificultando a compreensão da letra. Um engenheiro estrangeiro foi trazido pela Odeon ao Brasil, e ele conseguiu fazer com que Vicente cantasse com a boca no microfone.
Sentindo-se rejeitado pela Odeon, que o colocou numa espécie de "arquivo morto", Vicente foi para a Columbia, onde ficou por poucos anos e gravou algumas músicas. Insatisfeito com a qualidade de um disco que trazia "Cabocla Serrana", de Cândido das Neves, Vicente pediu que o produto não fosse levado às lojas, mas foi contrariado. Mudou, então, para a RCA Victor em 1935, onde permaneceria pelo resto da vida. Por esta empresa, Vicente receberia um salário fixo de 50 mil-réis e um adicional calculado em cima da venda de seus discos, algo novo na época.
Foi o primeiro cantor a gravar o hino nacional brasileiro.
As excursões pelo Brasil renderam-lhe muito dinheiro e só fizeram aumentar sua popularidade. Nos anos 20, reinava absoluto como ídolo da canção. Vicente Celestino teve uma das mais longas carreiras entre os cantores brasileiros. Quando morreu, às vésperas dos 74 anos, no Hotel Normandie, em São Paulo, estava de saída para um show com Caetano Veloso e Gilberto Gil, na famosa gafieira "Pérola Negra", que seria gravado para um programa de televisão.

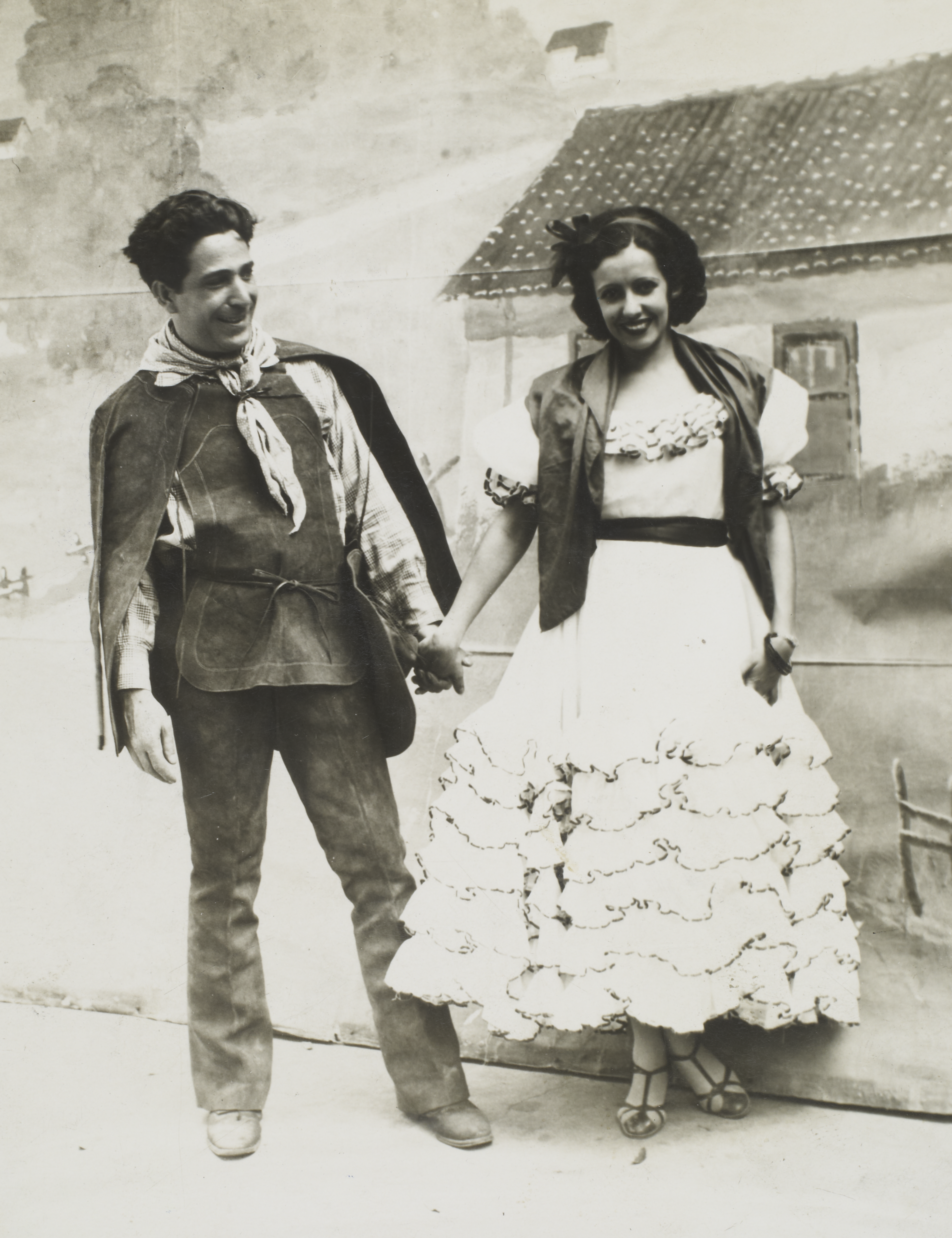
Vicente Celestino e Gilda Abreu, 1933.

Na fase mecânica de gravação, fez cerca de 28 discos com 52 canções. Com a gravação elétrica, em 1927. Aí recomeçaria os sucessos cantados em todo o Brasil. No total, gravou em 78 RPM cerca de 137 discos com 265 canções, mais dez compactos e 31 LPs, nestes também incluídas reedições dos 78 RPM.
Vicente Celestino, que tocava violão e piano, foi o compositor de muitas das suas criações. Duas delas dariam o tema, mais tarde, para dois filmes de enorme público: O Ébrio (1946), peça teatral que foi transformada em filme por sua esposa; e Coração Materno (1951), que seguiu trajetória semelhante à anterior. Neles Vicente foi dirigido por sua mulher Gilda Abreu (1904-1979), cantora, escritora, atriz e cineasta.
Celestino passaria incólume por todas as fases e modismos, mesmo quando, no final dos anos 50, fiel ao seu estilo, gravou "Conceição", "Creio em Ti" e "Se Todos Fossem Iguais a Você".
Nunca saiu do Brasil e teve suas canções regravadas por grandes nomes, como Caetano Veloso, Marisa Monte e Mutantes.

## Vida pessoal
Em 1933, ao atuar na burleta "A Canção Brasileira", Vicente conhece a cantora e atriz Gilda Abreu e ambos se casam em 25 de setembro do mesmo ano. Gilda conduziu artística e comercialmente a carreira do casal, levando Vicente ao cinema e também à composição (até lá, ele apenas interpretava peças dos outros).

## Morte
No dia 23 de agosto de 1968, quando se preparava para gravar um programa de televisão da TV Record, em que seria homenageado pelo Movimento Tropicalista, passou mal no quarto do Hotel Normandie, em São Paulo, morrendo do coração minutos depois. Seu corpo foi transferido para o Rio de Janeiro, onde foi velado por uma multidão na Câmara dos Vereadores e sepultado sob palmas do público no Cemitério de São João Batista no Rio de Janeiro.

## Legado
Há 21 anos no dia 13 de março de 1999 foi inaugurado em Conservatória, distrito de Valença no Rio, o Museu Vicente Celestino e Gilda de Abreu, com acervo em sua maior parte doado pela família do cantor, incluindo fotografias, recortes de jornais e revistas, instrumentos musicais, roupas e objetos pessoais do artista, inclusive o figurino utilizado no filme O Ébrio. Os visitantes do museu também podem assistir a vídeos e ouvir gravações do artista.

### Premiações e homenagens
Em 1965, recebeu o título de Cidadão Paulistano pela Câmara de Vereadores daquela cidade.[carece de fontes?] No mesmo ano, recebeu do então presidente Humberto de Alencar Castelo Branco a Medalha de Honra ao Mérito do Trabalho por indicação do então ministro do trabalho, Arnaldo Sussekind.
Em 1967, o júri do Festival Internacional da Canção o concedeu o diploma "A Expressão Máxima da Canção".
Na cidade de Nilópolis, município localizado no Grande Rio, existe uma rua que leva o seu nome, trata-se da Rua Vicente Celestino, localizada na entrada da cidade, na altura do bairro Santos Dumont.
Na cidade de Sorocaba, localizada no interior de São Paulo, existe uma rua que leva o seu nome, localizada no bairro Jardim Gutierres.

## Discografia
Adaptado da fonte.

### Álbuns (LP/CD)
- Cutullo - Intérprete: Tenor Vicente Calestino (1955)
- Vicente Celestino e Suas Canções Célebres (1957)
- Saudade, Palavra Doce (1960)
- Os Grandes Sucessos de Vicente Celestino (1962)
- Páginas Imortais Interpretadas por Vicente Celestino (1963)
- Obrigado, meu Brasil (1968)
- Noite Cheia de Estrelas (1994)

### 78 rpm
- "Ai, Ioiô" ("Linda Flor"), Cândido Costa e Henrique Vogeler (?)
- Os Que Sofrem (1915)
- "Flor do Mal", Domingos Correia e Santos Coelho (1915)
- "Ontem ao Luar", Catulo da Paixão Cearense e Pedro de Alcântara (1918)
- "Urubu Subiu", autor desconhecido (c/Bahiano; 1917)
- "Caiuby" ("Canção da Cabocla Bonita"), Pedro de Sá Pereira (1923)
- "O Cigano", Gastão Barroso e Marcelo Tupinambá (1924)
- "À Luz do Luar", de sua autoria (1928)
- "Nênias", Índio (1929)
- "Bem-Te-Vi", Melo Morais Filho e Emílio Pestana (1928)
- "Noite Cheia de Estrelas", Cândido das Neves  (1932)
- "Dileta", Índio (1933)
- "Malandragem", Ari Barroso (1933)
- "Ouvindo-Te", de sua autoria (c/Gilda de Abreu; 1935)
- "O Ébrio", de sua autoria (1936)
- "Patativa", de sua autoria (1937)
- "Coração Materno", de sua autoria (1937)
- "Serenata", de sua autoria (1940)
- "Mia Gioconda", de sua autoria (1946)
- "Porta Aberta", de sua autoria (1946)
- Gaúcha Que Eu Adoro (1951)

## Filmografia

Vicente Celestino em O Ébrio, 1946.

Adaptado da fonte.
- Palhaço (1929)
- Sublime Canção (1929)
- Aniversário de Pedrinho (1934)
- O Palhaço (1929)
- O Ébrio (filme) (1946)
- Um Pinguinho de Gente (1949)
- Coração Materno (1951)